# Per Månson
Per Månson, född 1946, är en svensk sociolog och författare. Han är professor emeritus i sociologi vid Göteborgs universitet. Månson har Ryssland och rysk historia som specialitet.